# Hovenden Hely
Hovenden Hely (* 1. Januar 1823 in Tullamore, County Offaly, Irland; † 8. Oktober 1872 in Sydney, New South Wales, Australien) war ein Entdeckungsreisender, Großgrundbesitzer und Politiker.
Hovenden Hely war der Sohn von Frederick Augustus Hely, einem Großgrundbesitzer und Haupt-Superintendenten für australische Sträflinge, und seiner Frau Georgina Susannah Lindsay, geborene Bucknell. Seine Familie wanderte mit ihm nach Sydney aus. In der The King School in Parramatta ging er zur Schule. Nach seinem Schulabschluss arbeitete er zwei Jahre als Angestellter in der Kolonialverwaltung. 1841 erbte er ein Fünftel der Ländereien seines Vaters.
Der Entdecker Ludwig Leichhardt, der Hovenden Hely für einen Müßiggänger hielt und der Illoyalität bezichtigte, beteiligte ihn trotzdem an seiner Expedition von 1846 bis 1847. Obwohl dies bekannt war, wurde Hely im Dezember 1851 zum Führer der Suchexpedition nach dem vermissten Leichhardt ernannt. Die Suche blieb nicht nur erfolglos, sondern er soll sie auch konzeptlos betrieben haben.
Von 1856 bis 1857 war er als Vertreter für die Distrikte Northcumberland und Hunter in der ersten Gesetzgebenden Versammlung von New South Wales. Er soll als Politiker ineffektiv agiert und vor allem eigene Interessen verfolgt haben. 1859 heiratete er Mary Gertrude Church. Aus der Ehe gingen sechs Söhne und eine Tochter hervor.
Hely hatte laufend finanzielle Probleme. Im Juli 1862 wurden er und drei Richter wegen Unregelmäßigkeiten aus ihren Ämtern entlassen. 1865 wurde er zahlungsunfähig. Geschäftsfähig wurde er wieder im Jahr 1866, als auf seinem Grundbesitz Eisenerz- und Kohlevorkommen entdeckt wurden.
Er starb im Jahr 1872 im Alter von 49 Jahren.